# Vittorio Salerno
Vittorio Salerno, né le 18 février 1937 à Milan et mort le 5 juillet 2016 à Morlupo, est un réalisateur, scénariste et producteur cinématographique italien.

## Biographie
Vittorio Salerno est né à Milan le 18 février 1937 et vit à Rome depuis 1960. Fils d'Antonino Salerno et de la violoniste yougoslave Milka Storff, il est le dernier d'une fratrie d'artistes : Titta, peintre et critique d'art, Enrico Maria, acteur et réalisateur et Ferdinando, musicien et chanteur. Vittorio Salerno a étudié la guitare auprès de Miguel Ablóniz (it) et Andrés Segovia à l'Académie musicale Chigiana de Sienne.
Il débute au cinéma en 1960 comme directeur de photographie et aide réalisateur de Guido Leoni sur quatre documentaires tournés pour la Rai en Grèce ; en 1961, il est de nouveau aide réalisateur pour Mario Bonnard dans son dernier film, Les Brigands. De 1961 à 1963, il travaille comme monteur auprès de la société Titanus. En 1970, il collabore à la mise en scène et est assistant réalisateur de son frère Enrico Maria dans le film Adieu à Venise.
Comme écrivain, il a publié plusieurs livres dont Enrico Maria Salerno, mio fratello, chez Gremese en 2002.

## Filmographie

### Réalisateur cinématographique
- 1965 : Libido coréalisé avec Ernesto Gastaldi
- 1973 : Considérons l'affaire comme terminée (No il caso è felicemente risolto)
- 1975 : Les Furieux (Fango bollente)
- 1981 : La Force du mal (Notturno con grida) coréalisé avec Ernesto Gastaldi
- 2007 : Lavagnino - Diario di un salvataggio artistico

### Réalisateur télévisuel
- 1982 : Genius Loci (Rai 3), textes de Paolo Portoghesi
- 1983 : Transavanguardia (Rai 3), avec Achille Bonito Oliva
- 1984 : Le veline del ventennio (Rai 2), textes de Paolo Murialdi (it), 4 épisodes
- 1985 : Antonello da Crevalcore (Rai 3), avec Vittorio Sgarbi
- 1985 : Belrigardo - Le delizie Estensi (Rai 3), avec Vittorio Sgarbi
- 1985 : Piero Calamandrei (Rai 2), textes de Giovanni Errera

### Assistant-réalisateur
- 1961 : Les Brigands (I masnadieri) de Mario Bonnard
- 1970 : Adieu à Venise (Anonimo veneziano) d'Enrico Maria Salerno

### Scénariste
- 1966 : Le Carnaval des barbouzes (Gern hab' ich die Frauen gekillt) d'Alberto Cardone, Louis Soulanes, Sheldon Reynolds et Robert Lynn
- 1966 : Les Colts de la violence (1000 dollari sul nero) d'Alberto Cardone
- 1968 : 20.000 dollari sporchi di sangue d'Alberto Cardone
- 1968 : Les Pistoleros du Nevada (¿Quién grita venganza?) de Rafael Romero Marchent
- 1968 : La Malle de San Antonio (Una pistola per cento bare) d'Umberto Lenzi
- 1968 : Pour une poignée de diamants (it) (Cin cin... cianuro) d'Ernesto Gastaldi
- 1971 : Terreur sur la plage (La lunga spiaggia fredda) d'Ernesto Gastaldi
- 1988 : Stradivari de Giacomo Battiato

### Monteur
- 1961 : L'Emploi (Il posto) d'Ermanno Olmi
- 1961 : Bandits à Orgosolo (Banditi a Orgosolo) de Vittorio de Seta
- 1961 : Jour après jour (Giorno per giorno, disperatamente) d'Alfredo Giannetti
- 1961 : Romulus et Rémus (Romolo e Remo) de Sergio Corbucci
- 1962 : Sodome et Gomorrhe (Sodoma e Gomorra) de Robert Aldrich
- 1970 : Adieu à Venise (Anonimo veneziano) d'Enrico Maria Salerno

## Publications
- Enrico Maria Salerno, mio fratello - Gremese Editore, 2002
- Milka Storff Salerno, Violoniste et mère d'art - Maremmi Editore Firenze-Libri, 2013
- Davide Comotti, Vittorio Salerno, Professione Regista e Scrittore - BookSprint Editore, 2012